# Yves Le Pestipon
 (juin 2025).
Yves Le Pestipon, né le 27 avril 1957, est un écrivain et poète français, ancien élève de l'École normale supérieure de Saint-Cloud, agrégé de lettres, docteur en lettres, spécialiste de La Fontaine, professeur de chaire supérieure à Toulouse.

## Biographie
Yves Le Pestipon est enseignant de Première supérieure (khâgne) et d'hypokhâgne au lycée Pierre-de-Fermat à Toulouse. Il a également enseigné au lycée Saint-Sernin de Toulouse, et en classes préparatoires scientifiques au lycée Michel-Montaigne à Bordeaux.
Il a publié et publie divers articles universitaires sur La Fontaine et d'autres auteurs.
Tenant de la poésie orale, théoricien et pratiquant de la place Marius Pinel, il participe à de nombreux événements littéraires à Toulouse et dans sa région, notamment à la Cave Poésie, aux côtés, entre autres, du poète Serge Pey et de Sébastien Lespinasse. Il anime à la librairie Ombres blanches les « Classiques au détail ». Il est un des animateurs du festival des Bruissonnantes au théâtre du Hangar.
En 2012, il a réalisé, avec Catherine Aira, chez K productions, un film autour du mathématicien Alexandre Grothendieck où il interroge diverses personnes qui ont connu ce personnage et où on le voit à trois reprises fouiller dans les poubelles près du logement où vit Grothendieck à la recherche de papiers et autres indications sur sa manière de vivre et ses centres d’intérêts.
Depuis octobre 2020, il anime deux émissions sur Radio Toulouse : Premières phrases et Explorations sur place.

## Œuvres
- Il, Éditions du Tournefeuille, 1992 (recueil de poèmes, ill. de Patrick Guallino)
- Fables de La Fontaine, GF Flammarion, 1995
- Traits d'elle, Éditions N & B, 2000 (recueil de poèmes)
- Des lettres anonymes, Éditions Clapotements, 2002 (roman épistolaire)
- Cocktail de nouvelles, Éditions Clapotements, 2003 (ouvrage collectif, recueil de nouvelles)
- Samuel Beckett à Fougax-et-Barrineuf, Éditions Clapotements, 2003 (récit illustré par des photographies d'Agnès Birebent
- Volée de nouvelles, Éditions Clapotements, 2005 (ouvrage collectif, recueil de nouvelles)
- Nouvelles fables inutiles, Éditions Clapotements, 2007 (illustrations de Bruno Guittard, recueil de fables)
- Méfiez-vous du rêve de l'autre, Phosphène éditions, 2011 poèmes avec des travaux graphiques et des photos de Dorothy Goizet, Jérôme Gueffier, Sophie Le Béon et Benoît Luisière
- Je plie et ne romps pas : essai de lecture ininterrompue du livre I des Fables de La Fontaine, Éditions des Presses universitaires de Rouen et du Havre, 2011[4]
- La suite anagrammatique de Victor Letel : six tableaux de Philippe Vercellotti, Éditions Ancrées, 2012
- Il était vingt-six fois place Pinel, Éditions de l'Inattendue, 2013
- Victor, conjecthèses et hypotures, Éditions de l'Inattendue, 2014
- Oublier la littérature ?, Toulouse, Rue des Gestes, 2014
- Animolités, Zorba éditions, 2015
- Salon noir, Atelier 41, 2016 (poèmes accompagnant des œuvres de Jean-Pierre Pautou)
- Selon Bach, entretiens avec Michel Brun, Toulouse, Rue des Gestes, 2020
- Préface des Fables de La Fontaine, tirage spécial, Bibliothèque de la Pléiade, Gallimard, 2021.

## Distinctions
Président de l'Académie des sciences, inscriptions et belles-lettres de Toulouse depuis 2018.

## Filmographie disponible sur le Web
- La Marmotte, Le Bestiaire des Pyrénées, FR3
- L'Isard, Le Bestiaire des Pyrénées, FR3
- Yves Lepestipon et la place Pinel, FR3
- Mégalithes en Albères, FR3
- Grothendieck, sur les routes d'un génie, K productions
- Bande-annonce de Giscard, le grand art ?, Azothfillms, 2015
- Les aventures universelles de la place Pinel, Azothfilms, (52 min) 2016
- Le Fils de Néandertal (52 min), 2017, sur le site de Jacques Mitsch, en Vimeo
- Adam Smith, le voyageur immobile, (52 min) 2018, visible sur le site de l'Académie des Sciences et Lettres de Toulouse